# Section du Finistère
La section du Finistère était, sous la Révolution française, une section révolutionnaire parisienne.

## Représentants
Elle était représentée à la Commune de Paris par :
- Antoine Gency, né à Paris en 1761, tonnelier, demeurant 4 rue de Lourcine. Il est guillotiné le  11 thermidor an II (29 juillet 1794),
- Marc martial André Mercier, né en 1751, libraire demeurant 10 rue de la Clef puis 188, rue Neuve-des-Capucines. Nommé directeur des imprimeries des assignats , il est guillotiné le  10 thermidor an II (28 juillet 1794).

## Historique
Cette section s’appela d’abord « section des Gobelins ». Elle prit le nom de « section du Finistère » en août 1792.

## Territoire
Secteur de la partie sud-est du Paris de l’époque, voisinant avec les sections des Sans-Culottes et de l'Observatoire.

## Limites
Le bord de la rivière, depuis la barrière de l'Hôpital jusqu’au boulevard ; le bout du boulevard, à gauche, jusqu’à la rue Buffon ; la rue de Buffon, à gauche, jusqu’à la rue du Jardin-du-Roi ; la rue du Jardin-du-Roi, à gauche, jusqu’à la rue d'Orléans ; la rue d'Orléans, à gauche, jusqu’à la rue du Battoir ; la rue du Battoir, à gauche, jusqu’à la rue du Puits-de-l'Hermite ; les rues du Puits-de-I’Hermite et Françoise, à gauche, jusqu’à la rue du Noir ; la rue du Noir, à gauche, jusqu’à la rue de l'Épée-de-Bois ; la rue de l’Épée-de-Bois, à gauche, jusqu’à la rue Mouffetard ; la rue Mouffetard, à gauche, jusqu’à la rue de l'Oursine ; la rue de l’Oursine, à gauche, jusqu’à la barrière ; les murs, depuis la barrière de l'Oursine jusqu’à la barrière de l'Hôpital, et tout l’intérieur la rue de Bièvre ; rue de Bièvre, des deux côtés, jusqu’à la rue des Grands-Degrés ; rue des Grands-Degrés, des deux côtés, prenant, du côté droit, à la Pompe, et de l’autre côté à la rue des Bernardins, jusqu’à la rue de la Bûcherie ; la rue de la Bûcherie, des deux côtés, jusqu’au Petit-Pont, et tout l’intérieur.

## Intérieur
Les rues de la Fontaine, partie de celle de la Clef, du Noir, Neuve-d'Orléans, de l'Orangerie, du Gril, Censier, du Pont-aux-Biches, du Fer-à-Moulin, de la Muette, Poliveau, du Marché. Du Gros-Caillou, des Fossés-Saint-Marcel, Voie-Creuse, du Banquier, de la Reine-Blanche, des Francs-Bourgeois, des Hauts-Fossés-Saint-Marcel, du Fer-à-Moulin, de Scipion, Mouffetard, des Trois-Couronnes, Saint-Hippolyte, des Gobelins, Croulebarbe, du Champ-de-l'Alouette, des Anglais, de la Barrière, des Gobelins, le Marché aux chevaux, l'Hôpital, etc.,; généralement tous les rues, culs-de-sac, places, etc., enclavés dans cette limite.

## Local
La section du Finistère se réunissait dans l’église Saint-Marcel, située au niveau des numéros 27-29 de l'actuelle avenue des Gobelins.

## Population
11 775 habitants, dont 613 ouvriers et une masse imposante de 4 950 économiquement faibles.

## 9 Thermidor an II
Lors de la chute de Robespierre, le  9 thermidor an II (27 juillet 1794), la section du Finistère resta fidèle à la Convention nationale, hormis deux de ses représentants, Antoine Gency et Marc Mercier, qui furent guillotinés les 10 et  11 thermidor an II (29 juillet 1794).